# Arctotis acaulis
Arctotis acaulis es una especie de planta herbácea de la familia Asteraceae. Es endémica de Sudáfrica. 

Vista de la planta

## Descripción
Es una planta herbácea perennifolia que alcanza los 0.1 - 0.4 m de altura. Se encuentra en Sudáfrica en alturas de 30 - 1200 metros.

## Taxonomía
Arctotis acaulis fue descrita por Carlos Linneo y publicado en Species Plantarum, Editio Secunda 2: 1306. 1763.
Sinonimia
- Arctotis scapigera Thunb.
- Arctotis speciosa Jacq.[2]